# Ricardo Soares
José Ricardo Soares Ribeiro, noto semplicemente come Ricardo Soares (Felgueiras, 11 novembre 1974), è un allenatore di calcio ed ex calciatore portoghese, di ruolo centrocampista, tecnico del Changchun Yatai.